# Nationella konferenscentret

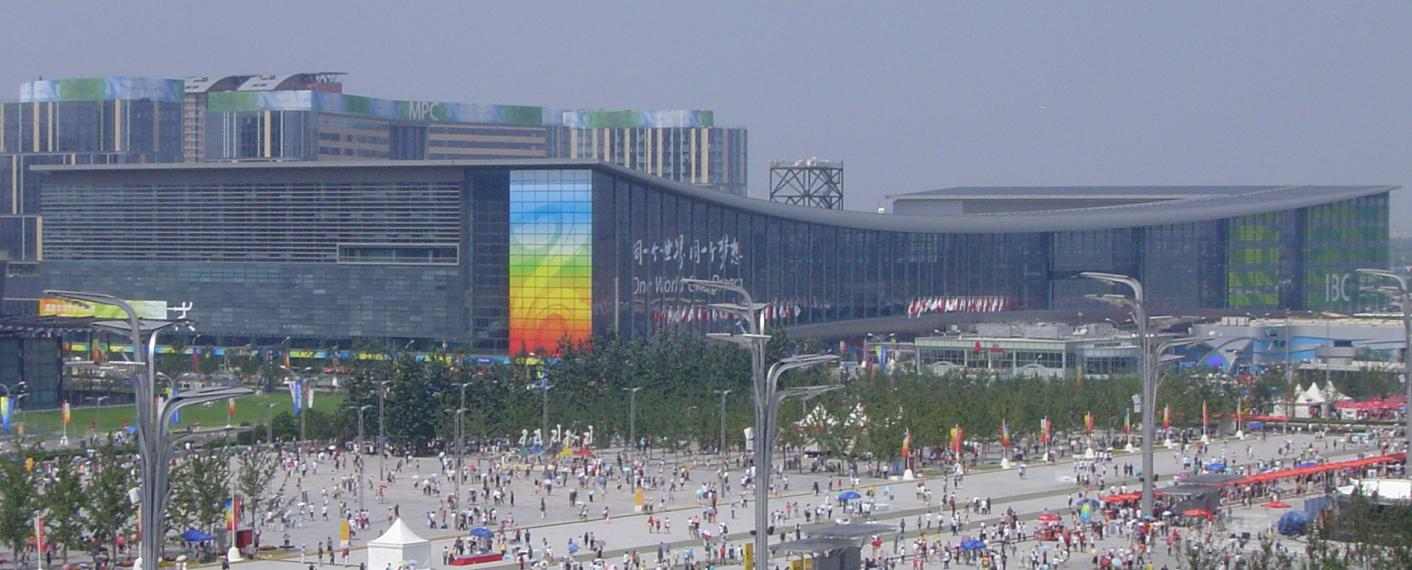
Nationella konferenscentret under OS.

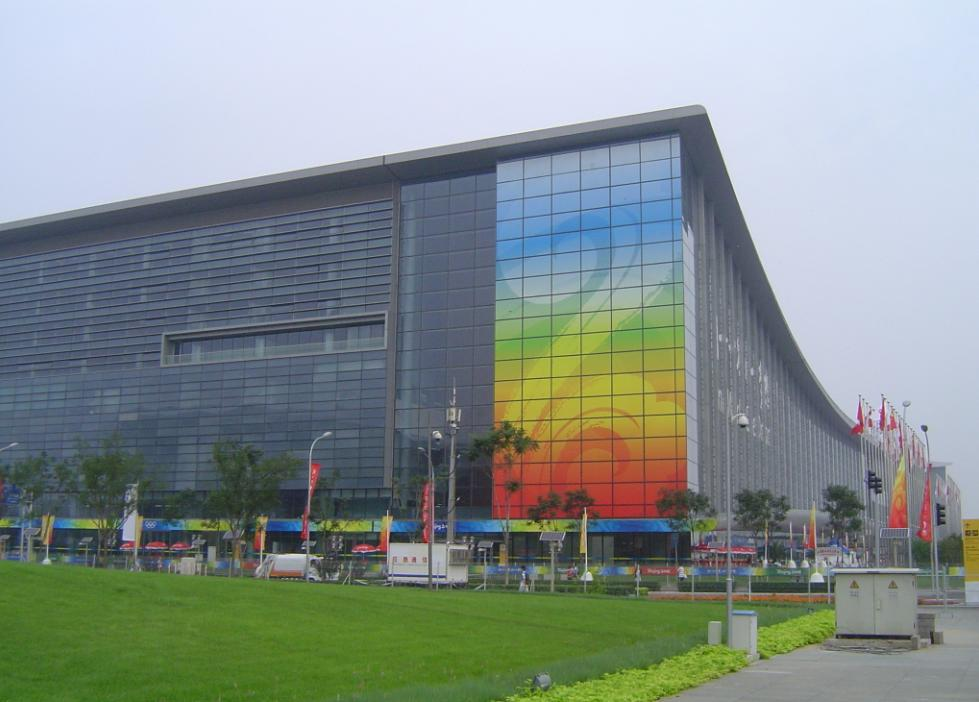
Fäktningshallen i Nationella konferenscentret under OS.

Nationella konferenscentret, (officiellt engelskt namn: National Convention Center, kinesiska: 国家会议中心) är en större mässhall och tillhörande konferenslokaler som byggdes i Olympiaparken i Peking i samband med de olympiska sommarspelen 2008. Byggstart skedde i april 2005, och den 8 april 2008 öppnade lokalerna för OS. Mycket av lokalerna var dock anpassat för vissa tävlingar under de olympiska spelen, och kommer byggas om efter spelens slut. Mässhallen är planerad att bli helt färdigbyggd i juli 2009.

## Byggnaden
Byggnaden är 398 meter lång, 148 meter bred och 42 meter hög. Den har 8 våningar över jord, och två våningar under jord. Inne i lokalerna finns det en 24 000 kvadratmeter stor utställningshall, en 6 400 kvadratmeter stor plenisal som ska kunna ta 6 000 delegater samt en 4 860 kvadratmeter stor balsal. Dessutom finns det ett 100-tal konferensrum i olika storlekar. En galleria ligger under jord.
Byggnaden ingår i ett komplex som dessutom innefattar två hotell och två kontorshus. Komplexet ritades av den Englandsbaserade arkitektfirman RMJM, och ägs av det USA-baserade företaget Beijing North Star Group.

## Användning under de olympiska och paralympiska spelen
Under de olympiska och paralympiska sommarspelen 2008 fyllde byggnaden en rad funktioner.

### Mässhallen
Mässhallen fungerar som presscenter (Main Press Center, MPC) och som tekniskt center för radio- och TV-sändningar (International Broadcasting Center, IBC).

### Plenisalen
Under OS fungerade plenisalen som arena för fäktning under namnet Fäktningshallen (engelska: Fencing Hall of National Convention Center, kinesiska: 国家会议中心击剑馆), även i den moderna femkampen. Den hade en kapacitet på 4 400 åskådare. Även skyttet i den moderna femkampen utspelade sig här.

### Balsalen
Balsalen fungerade som uppvärmningshall vid OS. Vid Paralympics är den tävlingsarena för rullstolsfäktning och boccia. Den har då en kapacitet på 5 900 åskådare.

## Fotnoter
1. ↑  Namn enligt TT-språket. ”Andra språk // Kinesiska namn - OS-arenor” (HTML). http://www.tt.se/ttsprak/skrivregler/searchResultViewResult.aspx?chapter=12&page=9&xml=ttspraket.xml&template=ttspraket.inc&section=2&search=olympiska. Läst 18 augusti 2008.[död länk]
2. 1 2  China National Convention Center (2008). ”About CNCC” (på engelska) (HTML). Arkiverad från originalet den 5 januari 2009. https://web.archive.org/web/20090105184819/http://en.cnccchina.com/About/About.aspx. Läst 10 september 2008.
3. ↑  World Architecture News (23 augusti 2006). ”The Beijing Olympic Green Convention Centre, Beijing, China” (på engelska) (HTML). Arkiverad från originalet den 11 november 2006. https://web.archive.org/web/20061111131904/http://www.worldarchitecturenews.com/index.php?fuseaction=wanappln.projectview&upload_id=476. Läst 10 september 2008.
4. ↑  The Official Website of the Beijing 2008 Olympic Games (14 september 2007). ”Fencing Hall ready for Modern Pentathlon World Cup Final” (på engelska) (HTML). Arkiverad från originalet den 26 augusti 2008. https://web.archive.org/web/20080826065813/http://en.beijing2008.cn/cptvenues/venues/nst/headlines/n214424364.shtml. Läst 10 september 2008.
5. ↑  The Official Website of the Beijing 2008 Paralympic Games. ”Fencing Hall of National Convention Center” (på engelska) (HTML). Arkiverad från originalet den 6 september 2008. https://web.archive.org/web/20080906211705/http://en.paralympic.beijing2008.cn/venues/fch/n214351987.shtml. Läst 10 september 2008.